# Sanyanggang (köpinghuvudort i Kina, Hunan Sheng, lat 28,98, long 111,35)
Sanyanggang är en köpinghuvudort i Kina. Den ligger i provinsen Hunan, i den södra delen av landet, omkring 180 kilometer nordväst om provinshuvudstaden Changsha. Antalet invånare är 21 913. Befolkningen består av 10 564 kvinnor och 11 349 män. Barn under 15 år utgör 12,0 %, vuxna 15-64 år 73 %, och äldre över 65 år 14,0 %.
Runt Sanyanggang är det ganska tätbefolkat, med 207 invånare per kvadratkilometer. Närmaste större samhälle är Qihe, 17,6 km norr om Sanyanggang. I omgivningarna runt Sanyanggang växer huvudsakligen savannskog.
Genomsnittlig årsnederbörd är 1 918 millimeter. Den regnigaste månaden är maj, med i genomsnitt 316 mm nederbörd, och den torraste är december, med 44 mm nederbörd.